# Niki Ashton

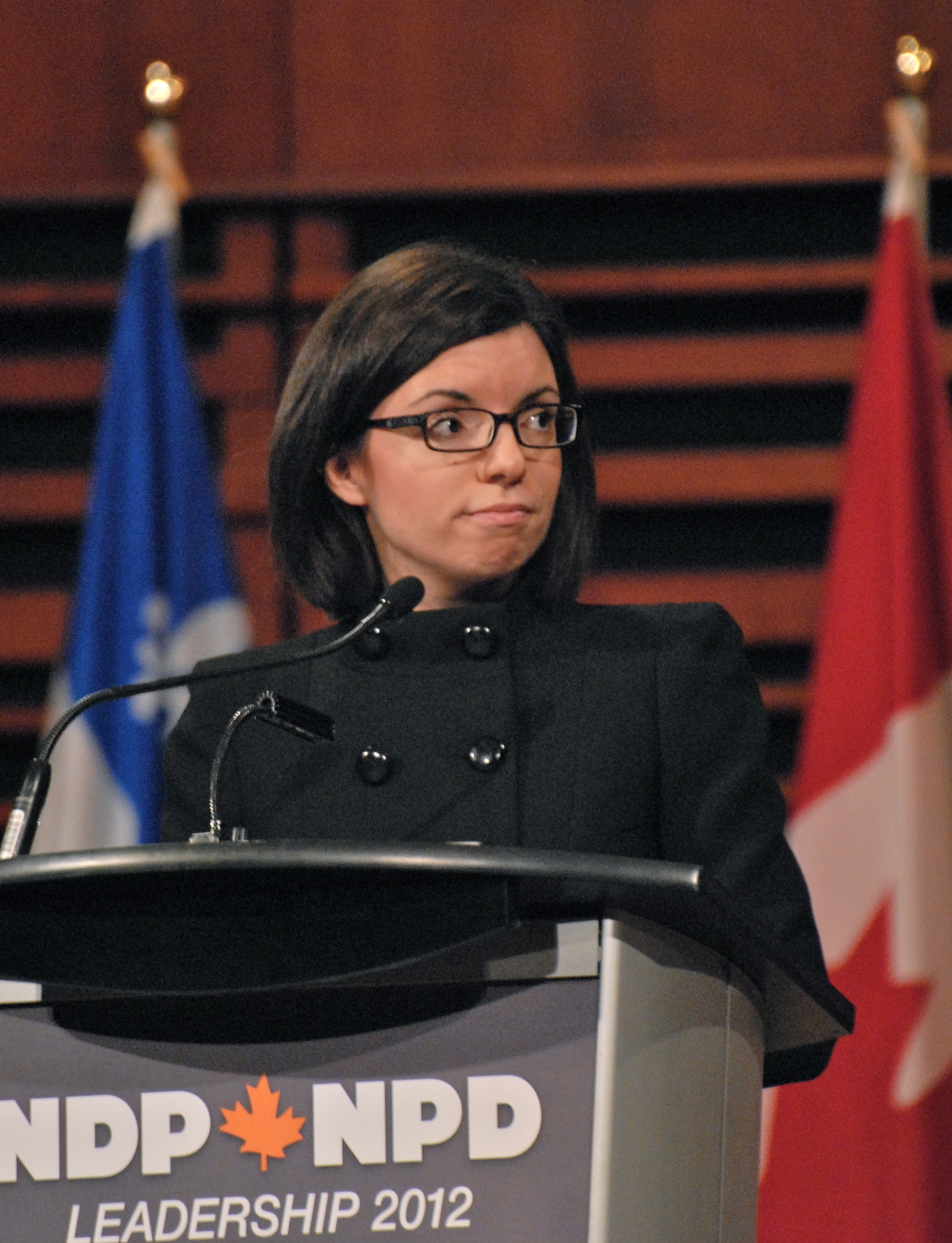
Niki Ashton, 2012

Niki Christina Ashton (* 9. September 1982 in Thompson, Manitoba) ist eine kanadische Politikerin der Neuen Demokratischen Partei (NDP), die seit ihrer Wahl 2008 für den Wahlbezirk Churchill—Keewatinook Aski Abgeordnete im Unterhaus des kanadischen Parlaments ist.

## Frühes Leben
Ashton wurde in Thompson, Manitoba, geboren. Sie ist die Tochter von Hariklia Dimitrakopoulou und dem ehemaligen NDP-Kabinettsminister der Provinz Manitoba, Steve Ashton. Sie besuchte das Li Po Chun United World College in Hongkong. Sie hat einen Bachelor-Abschluss in internationaler politischer Ökonomie der University of Manitoba und einen Masterabschluss in internationalen Beziehungen der Carleton University. Schließlich studierte sie Menschenrechte und soziale Gerechtigkeit an der Norman Paterson School of International Affairs.
2004 diente sie als Assistentin und Übersetzerin der kanadischen und chinesischen Olympiamannschaft bei den Olympischen Sommerspielen 2004.

## Politische Karriere
2005 wurde sie als Kandidatin der Partei im Wahlbezirk Churchill-Keewatinook nominiert. Sie gewann die Nominierung über den damaligen Parlamentsabgeordneten Bev Desjarlais. Dies lag an Desjarlais Widerstand gegen die gleichgeschlechtliche Ehe, die von der Neuen Demokratischen Partei unterstützt wird. Ashton verlor die Wahl 2005 gegen die Liberale Tina Keeper. Ashton besiegte Keeper 2008 und vertritt seitdem den Wahlbezirk Churchill-Keewatinook.
Nach dem Tod von Jack Layton bestritt Ashton die Wahl zum NDP-Vorsitz 2012. Sie startete ihre Führungskampagne am 7. November 2011 in Montreal. Mit 29 Jahren war sie die Jüngste der Kandidaten. Bei den Führungswahlen am 24. März 2012 belegte sie mit 5,7 % der Stimmen den siebten Platz und schied im ersten Wahlgang aus. Nachdem Thomas Mulcair eine Führungsbewertung nicht bestanden hatte, kandidierte Ashton die Wahl zum NDP-Vorsitz 2017.  Bei den Wahlen am 1. Oktober 2017 belegte sie mit 17,4 % der Stimmen den dritten Platz, etwas mehr als 1.000 Stimmen hinter dem Zweitplatzierten Charlie Angus. Jagmeet Singh wurde im ersten Wahlgang zum Vorsitzenden gewählt.

## Privatleben
Ashton kann vier Sprachen sprechen: Englisch, Französisch, Griechisch und Spanisch.